# Cantó de Cossé-le-Vivien
El cantó de Cossé-le-Vivien és un cantó francès del departament del Mayenne, situat al districte de Château-Gontier. Té 11 municipis i el cap és Cossé-le-Vivien.

## Municipis
- La Chapelle-Craonnaise
- Cosmes
- Cossé-le-Vivien
- Cuillé
- Gastines
- Laubrières
- Méral
- Peuton
- Quelaines-Saint-Gault
- Saint-Poix
- Simplé

## Història
| Data d'elecció                           | Identitat      | Partit            | Qualitat |
| ---------------------------------------- | -------------- | ----------------- | -------- |
| 1949-1973                                | Victor Priou   | RPF, després CNIP |          |
| 1973-2004                                | Jean Suzanne   | RPR, després UMP  |          |
| 2004-                                    | Claude Boiteux | Divers droite     |          |
| les dades anteriors no són pas conegudes |                |                   |          |
|                                          |                |                   |          |

## Demografia
| A partir de 1990: Població sense dobles comptes |